# مارک کیشنر
مارک کیشنر (انگلیسی: Marc Kirschner؛ زادهٔ ۲۸ فوریهٔ ۱۹۴۵) یک زیست‌شناس در زمینه یاخته و زیست‌شناسی دستگاه‌ها اهل ایالات متحده آمریکا است.